# Charles Estienne
Charles Estienne (sinonímia: Carolus Stephanus), (* Paris, 1504 - Paris, 1564), foi médico, anatomista, botânico, erudito, humanista e impressor francês.  Era filho do humanista francês Henri Estienne, o Velho (1470-1520).  Foi estudante de Medicina.  De 1551 a 1561 e assumiu o comando da famosa prensa do seu pai.
Charles Estienne (1504-1564) foi um dos primeiros expoentes a propagar a ciência da anatomia na França.  Era mais jovem que seu irmão Robert Estienne, o famoso impressor.  Foi casado com Geneviève de Berly.
Depois do treinamento humanístico habitual ele estudou Medicina e recebeu seu doutorado em Paris.  Durante algum tempo foi tutor do futuro poeta francês Jean-Antoine de Baïf, É incerto onde ele ensinou publicamente.  A sua carreira foi interrompida por causa das perseguições opressivas nas quais a sua família se viu envolvida por causa das questões religiosas.
Estienne, embora descendente de uma família cuja preferência pelos clássicos foi a sua principal glória, não pode deixar de corresponder à imitação servil da anatomia de Galeno, assim como seu contemporâneo Jacobus Sylvius.  Diz-se ter sido ele o primeiro a detectar válvulas no orifício das veias hepáticas.  Alheio, contudo, às pesquisas dos anatomistas italianos, a sua descrição do cérebro se mostra inferior à aquela apresentada por Alessandro Achillini sessenta anos antes.  A sua comparação das cavidades cerebrais para o ouvido humano convenceu F. Portal de que ele conhecia o corno inferior, e o hipocampo e suas prolongações; mas isto não significa que devamos prestigiar-lhe o mérito em detrimento da reputação de Achillini, a quem, como demonstram os testemunhos históricos, devemos atribuir os primeiros conhecimentos desse fato.
As pesquisas de Estienne no que se refere à estrutura do sistema nervoso não são, todavia, úteis ou gloriosas; e a circunstância na demonstração de uma canal por todo o comprimento da Medula espinal, da qual nem sequer supeitavam ou perceberam os contemporâneos de sua época até que Jean-Baptiste de Sénac (1693-1770) a tornou conhecida, já basta para colocá-lo ao nível dos descobridores da anatomia.
Em 1551, quando seu irmão, Robert Estienne, deixou Paris rumo a Genebra, Carlos, que permanecera católico, se encarregou dos cuidados com a tipografia, e no mesmo ano foi nomeado impressor do rei.  Em 1561 entrou em falência, e dizem que morreu numa prisão para devedores.
A sua filha Nicole Estienne foi uma poetisa prolífica e seu outro irmão François Estienne também foi célebre tipógrafo.  Charles Estienne teve também um tio chamado Robert Stephanus, o segundo com esse nome que também foi impressor.  Um sobrinho de Charles chamado Paul Estienne, foi livreiro em Genebra.

## Obras
- 1535 : De vasculis libellus Editio 1536 apud archive.org
- 1536 : De re hortensi libellus
- 1538 : Sylva, frutetum, collis - Google Books
- 1538 : Arbustum, fonticulus, spinetum - Google Books
- 1539 : De re vestiaria libellus - Google Books
- 1543 : Pratum, lacus, arundinetum - Google Books
- 1543 : Le sacrifice
- 1545 : De dissectione partium corporis humani libri tres
- 1546 : De dissectione partium corporis humani
- 1550 : De nutrimentis (Stephanus, ad Baillyum, libri tres
- 1553 : De re vestiaria, vascularia et navali Textus apud archive.org
- 1553 : Dictionarium historicum, geographicum, poeticum Textus editionis 1633 apud archive.org
- 1553 : Paradoxes (imitatio operis Hortensius Landi[11] - Paradossi)
- 1554 : Praedium rusticum
- 1557 : Thesaurus Ciceronianus